# 515 Athalia
515 Athalia eller 1903 ME är en asteroid i huvudbältet, som upptäcktes 20 september 1903 av den tyske astronomen Max Wolf i Heidelberg. Den är uppkallad efter Atalja.
Asteroiden har en diameter på ungefär 41 kilometer och den tillhör asteroidgruppen Themis.